# Václav Hudeček

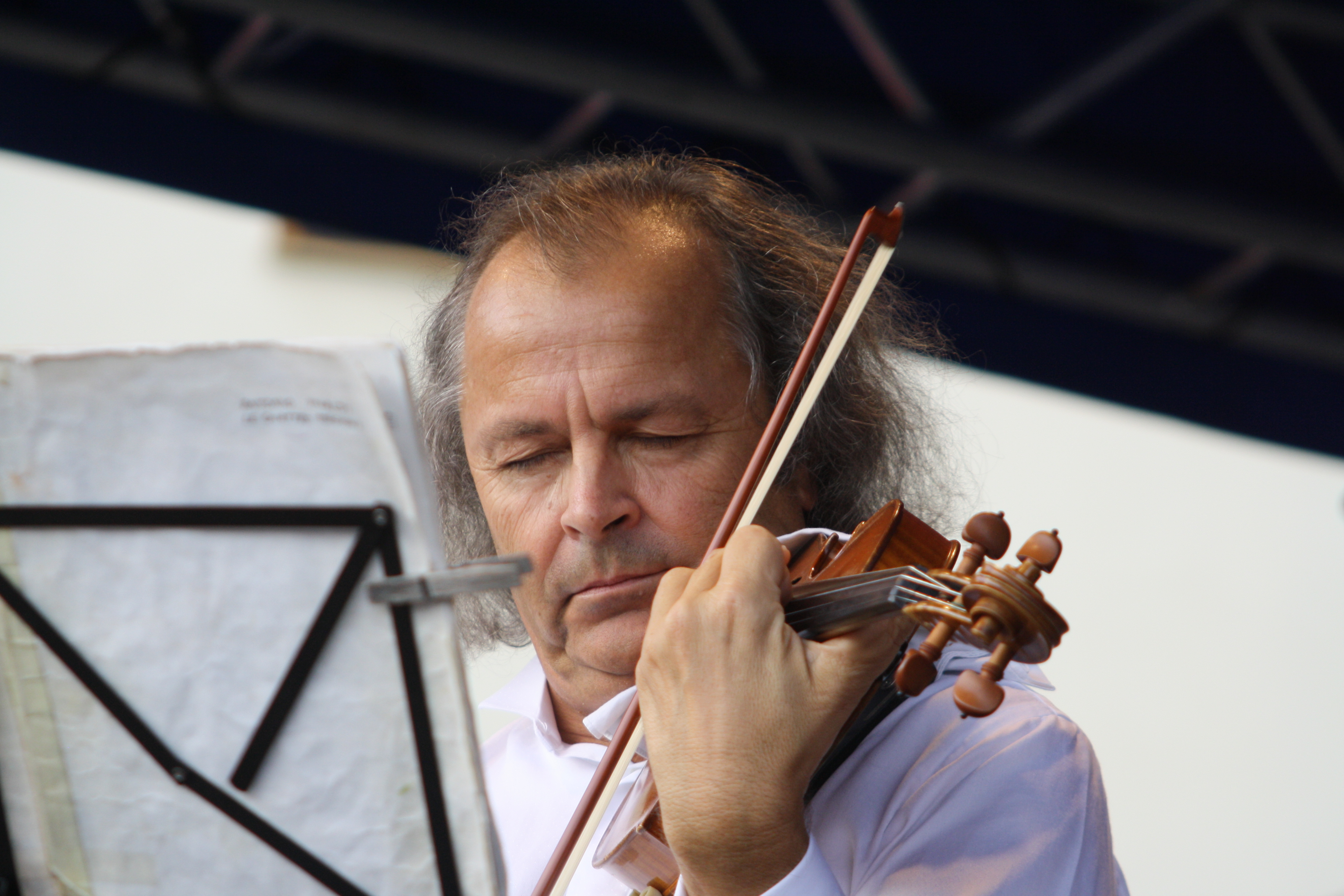
Václav Hudeček

Václav Hudeček (Rožmitál pod Třemšínem, 7 giugno 1952) è un violinista ceco.

## Biografia
Václav Hudeček è nato a Rožmitál pod Třemšínem (Boemia Centrale). Ha studiato all’Accademia delle Arti dello Spettacolo di Praga con Václav Snítil. 
Avviata in giovane età l’attività concertistica, Hudeček nel 1967, all’età di 15 anni, si esibisce con la Royal Philharmonic Orchestra di Londra. Il giorno dopo fu ascoltato da David Ojstrach, che gli predisse un grande futuro e gli offrì un aiuto pedagogico. Diventò suo allievo dal 1970 al 1974. Dal suo esordio londinese è apparso in concerto in prestigiose sale tra e quali la Carnegie Hall, la Royal Festival Hall, la Suntory Hall e l’Osaka Festival Hall. Ha suonato con importanti orchestre come i Berliner Philharmoniker, la Cleveland Symphony Orchestra, la NHK Symphony Orchestra e altre, oltre ad aver partecipato a festival come Osaka, Salisburgo, Istanbul, Perth e Helsinki.  Ha pubblicato dischi per le case discografiche Supraphon, Panton, Japan Victor Company, Ex Libris e altre.
La registrazione di Hudeček del 1992 delle Quattro Stagioni di Vivaldi con il direttore Pavel Kogan è la registrazione classica di maggior successo registrata nella Repubblica Ceca. Hudeček oltre al repertorio tradizionale, esegue opere di compositori cechi contemporanei come Kymlička, Fišer e Mácha.
Hudeček ha insegnato in Canada, Giappone e Germania. Dal 1997 organizza l'Accademia Václav Hudeček a Luhačovice. Nel 2007, Hudeček ha ricevuto un premio nazionale per i risultati nel settore della cultura e delle arti dal presidente ceco Václav Klaus. Hudeček è sposato con l’attrice Eva Hudečková.